# Bagadó (ort)
Bagadó är en ort i Colombia.   Den ligger i departementet Chocó, i den västra delen av landet, 270 km väster om huvudstaden Bogotá. Bagadó ligger 109 meter över havet och antalet invånare är 4 561.
Terrängen runt Bagadó är platt västerut, men österut är den kuperad. Runt Bagadó är det glesbefolkat, med 19 invånare per kvadratkilometer. Bagadó är det största samhället i trakten. I omgivningarna runt Bagadó växer i huvudsak städsegrön lövskog.